# Voeren

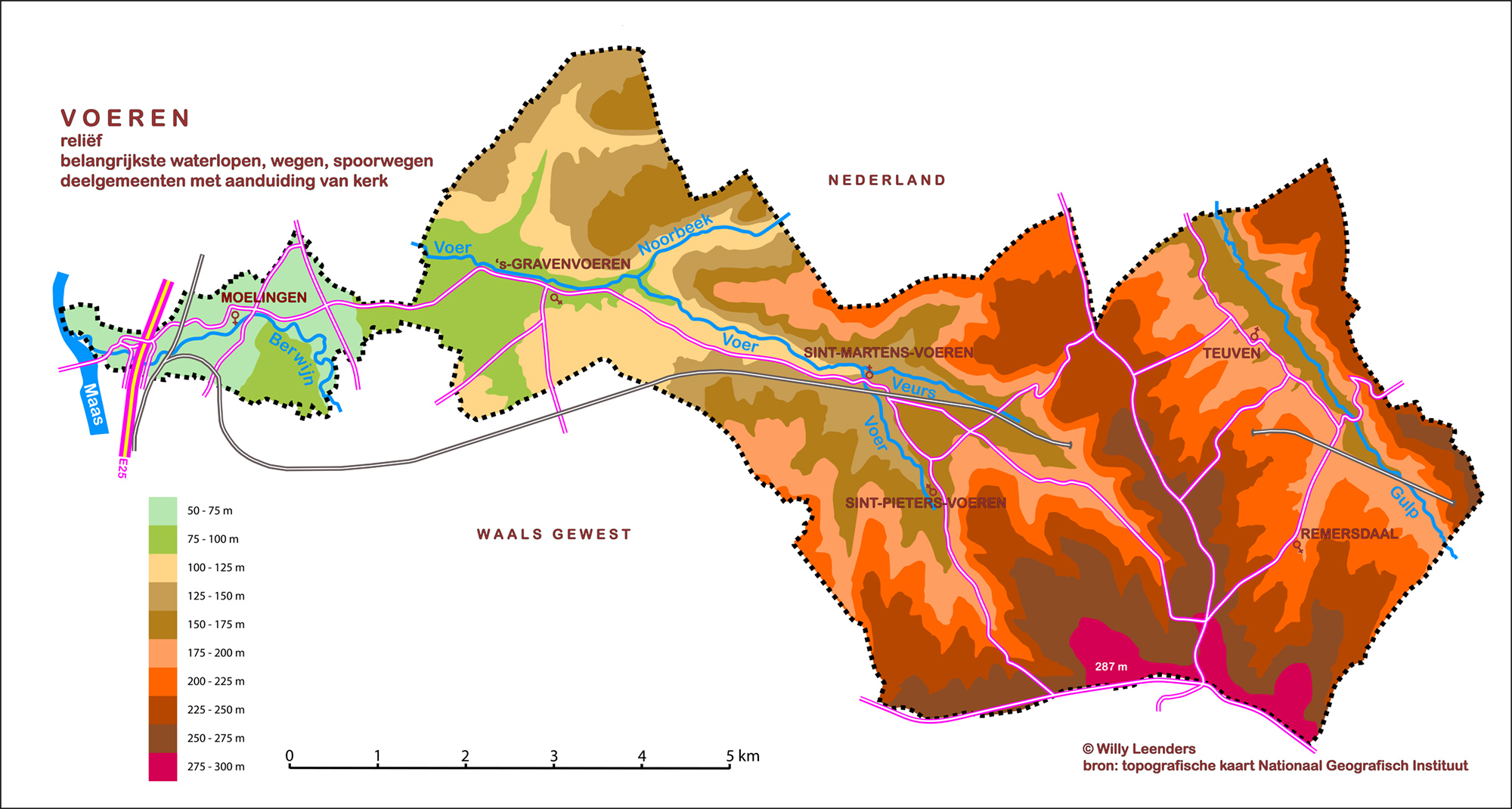
Reliëfkaart van Voeren

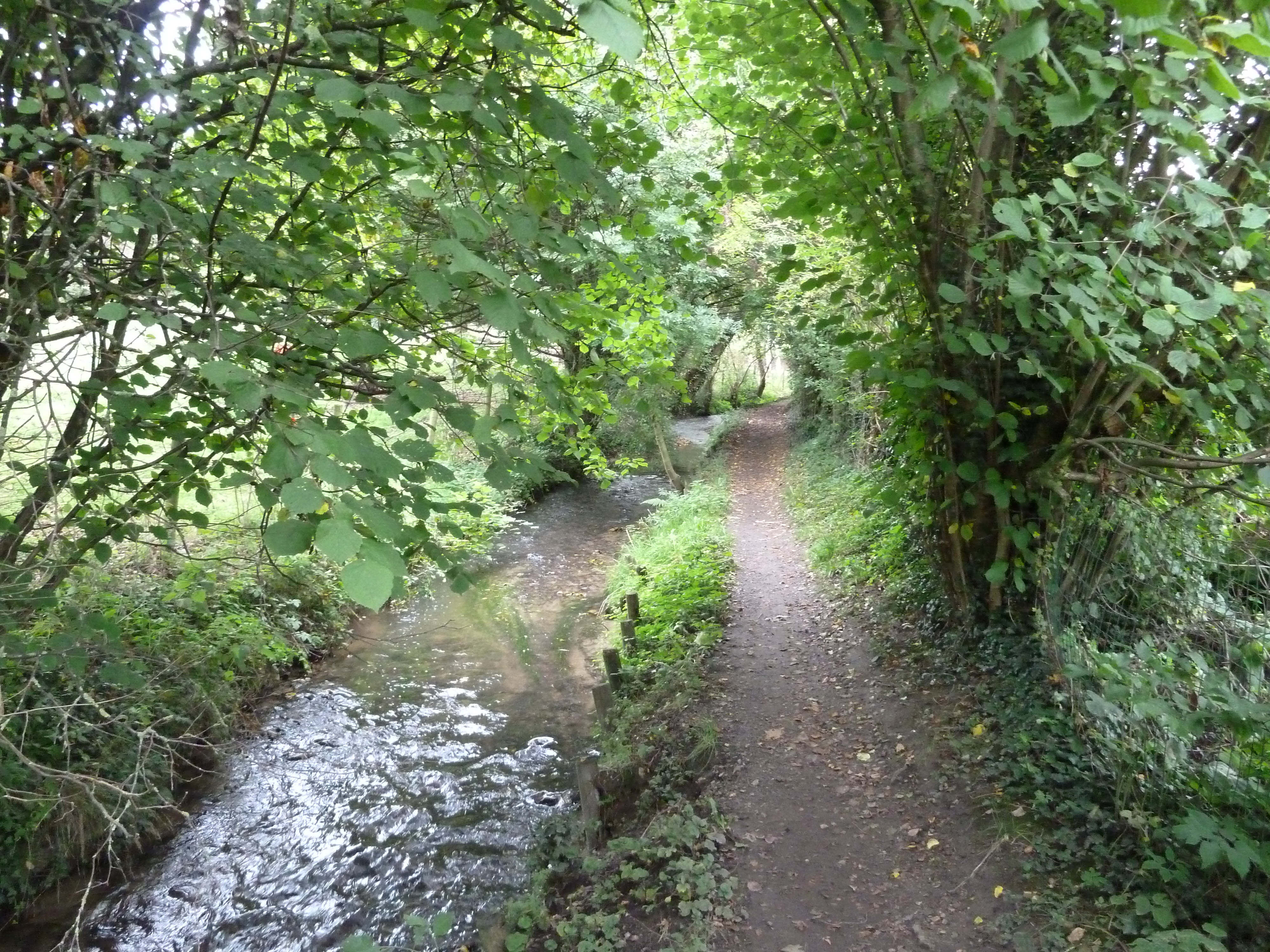
De Voer na Ketten en Schoppem in 's-Gravenvoeren

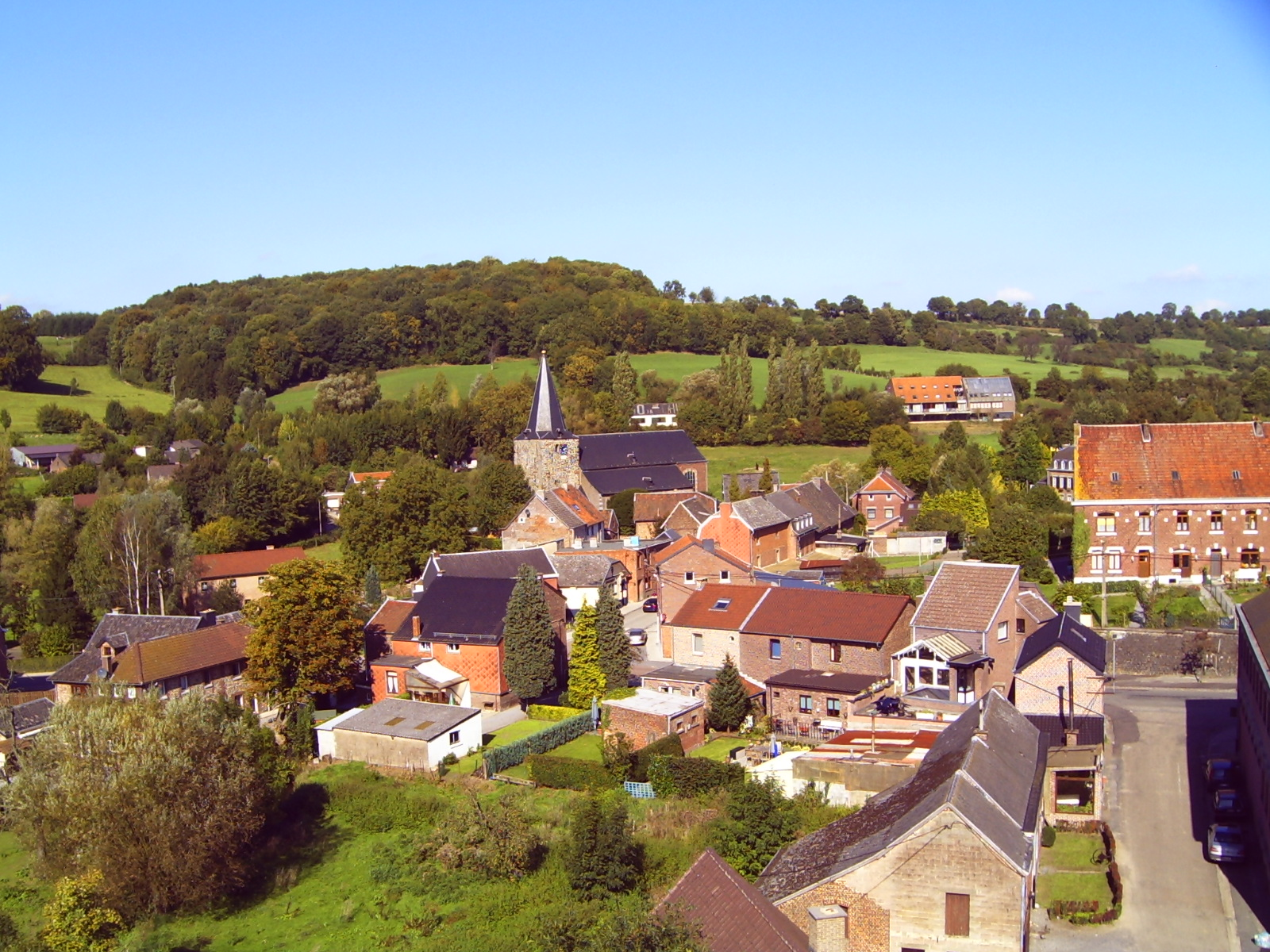
Blik op Sint-Martens-Voeren

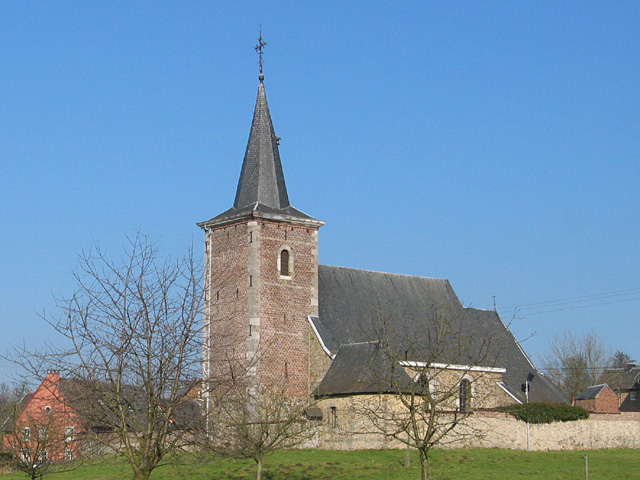
Kerk van Sint-Pieters-Voeren

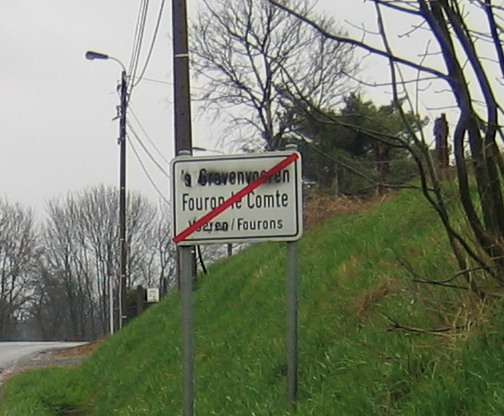
Taalstrijd in 's-Gravenvoeren

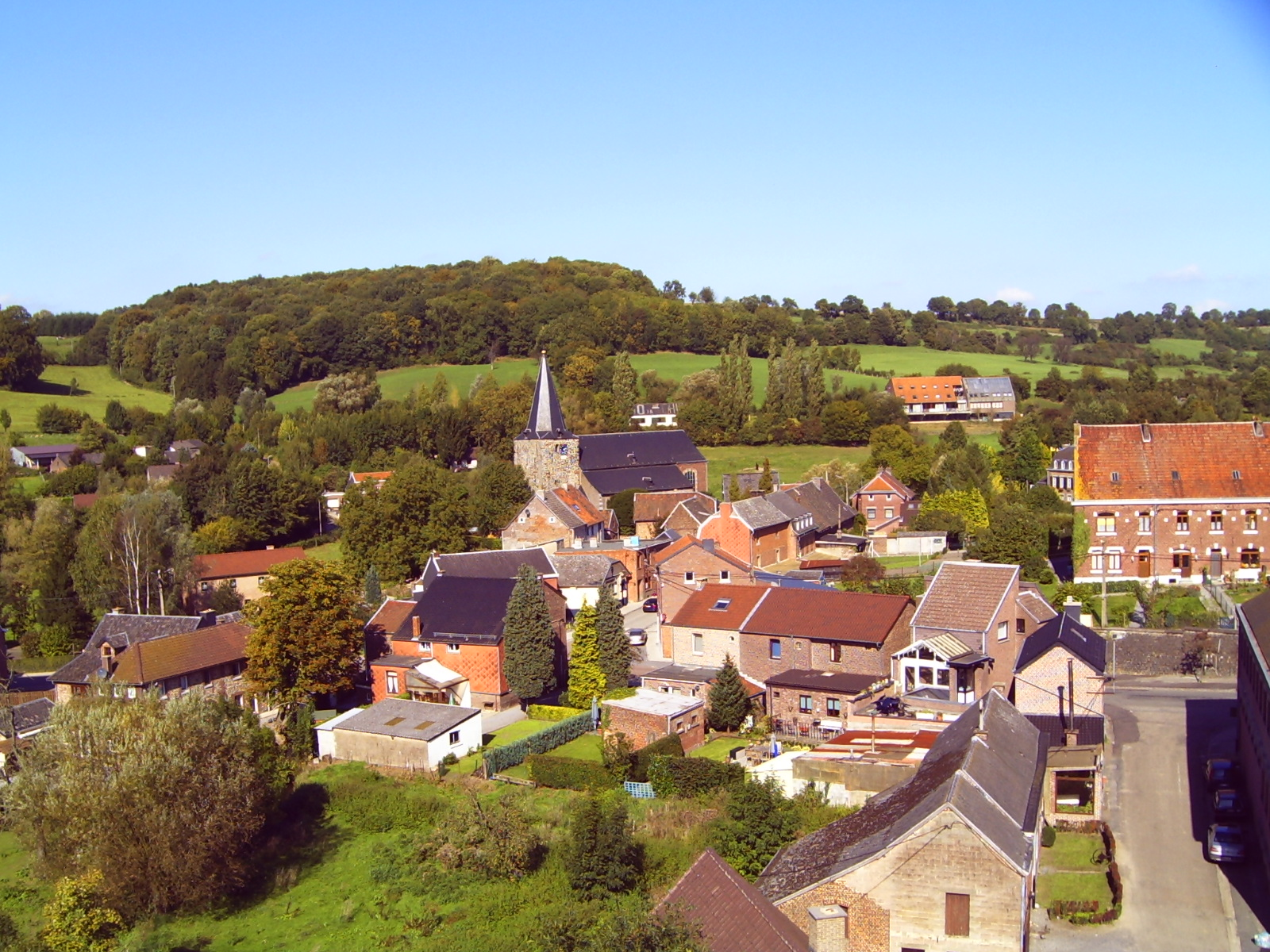
Sint-Martens-Voeren

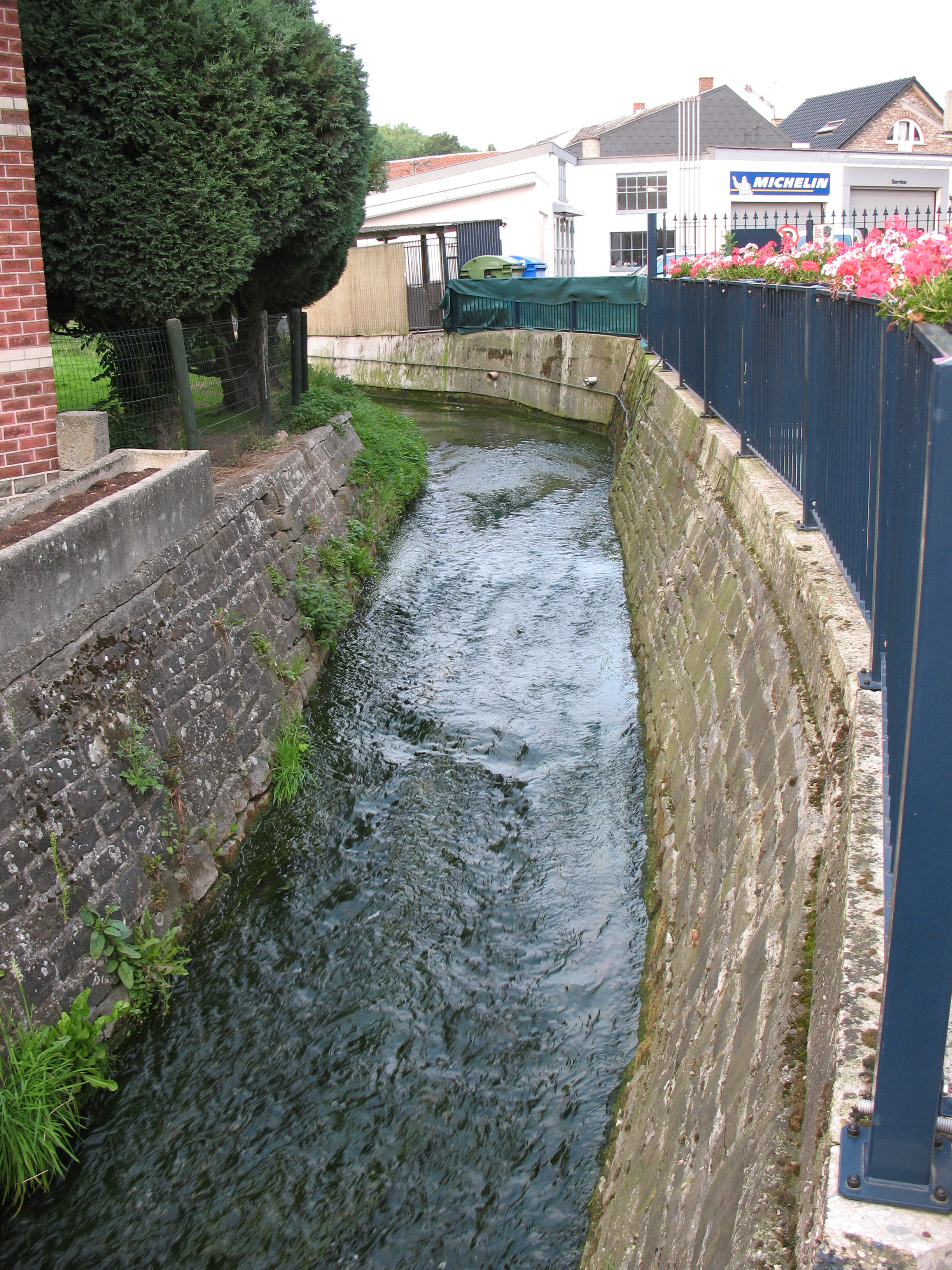
De Voer in ’s-Gravenvoeren

Voeren (Frans: Fourons) is een faciliteitengemeente die bestuurlijk deel uitmaakt van de Belgische provincie Limburg in het gewest Vlaanderen. Het gebied staat ook bekend als de Voerstreek. Het is iets meer dan 5000 hectare groot, wordt aan drie zijden omgeven door de provincie Luik, en in het noorden begrensd door Nederlands-Limburg.
De Voerstreek was in de jaren zestig, zeventig en tachtig van de vorige eeuw regelmatig in het nieuws toen de zes dorpen waarvan drie langs het riviertje de Voer, twee langs het riviertje de Gulp en een langs het riviertje de Berwijn onderwerp werden van politiek verhitte taaldebatten in België. Talloze malen kwam het tot gevechten en rellen tussen Vlamingen en Walen en de oproerpolitie; de streek werd ondergekalkt met taalleuzen. Deze dorpen waren sinds 1963 wettelijk Nederlandstalig met faciliteiten voor Franstaligen. Het gebied werd in 1963 een Limburgse exclave in het land van Overmaas, maar historisch vormt het een kleiner deel van een groter Limburgstalig gebied, dat zich vroeger verder naar het zuiden uitstrekte. Ten oosten van Voeren situeert zich een gebied dat in Vlaanderen de Platdietse streek wordt genoemd, waar Frans de officiële voertaal is van de overheid, maar waar nog steeds een overgangsdialect tussen het Duits (Middelfrankisch: Ripuarisch) en het Nederlands (Nederfrankisch) overleeft. De Voerstreek maakt deel uit van Regionaal Landschap Haspengouw en Voeren en is sinds 2023 Landschapspark Grenzeloos bocagelandschap.

## Toponymie
De naam van de gemeente is ontleend aan de Voer, een zijriviertje van de Maas dat door de gemeente stroomt.
Het Land van Dalhem heette oorspronkelijk Voeren, aangezien 's-Gravenvoeren vóór de bouw van de burcht te Dalhem het bestuurscentrum van dit graafschap vormde. 's-Gravenvoeren was dus de kern van het kleine oorspronkelijke graafschap Voeren, voordat het grafelijke domicilie naar de burcht van Dalhem werd verplaatst en men ging spreken van het Land van Dalhem. Dalhem zelf werd naar analogie met 's-Gravenvoeren toen ook weleens 's-Gravendal(hem) genoemd.
Men zou kunnen denken dat de naam van de gemeente Voeren met zijn uitgang -en een collectivum is, omdat deze gemeente in 1977 door gemeentelijke herindeling is ontstaan, uit onder meer 's-Gravenvoeren, Sint-Martens-Voeren en Sint-Pieters-Voeren. Toch is dat niet het geval, al verwijzen al deze toponiemen naar het riviertje de Voer. De uitgang -en is bij Limburgse plaatsnamen die aan een water of riviertje zijn ontleend, niet ongebruikelijk. Dat is bijvoorbeeld het geval bij de Nederlandse plaats Gulpen, ter plekke waar het riviertje de Gulp uitmondt in de Geul. Even ten noorden van Roermond vinden we zo het dorp Swalmen, dat zijn naam dankt aan het riviertje de Swalm, een zijriviertje van de Maas. In de Duitse Selfkant, nabij Sittard, een gebied waar vanouds Limburgs wordt gesproken, ligt het plaatsje Saeffelen, genoemd naar de Saeffelbeek. In al deze gevallen is de naam op analoge wijze gevormd als die van Voeren.

## Geografie
De gemeente ligt in twee verschillende beekdalen: het Gulpdal in het oosten (met Remersdaal en Teuven) en het Voerdal (met zijdalen) in het westen. De heuvelrug tussen De Plank en Hagelstein die de hoogteverbinding vormt tussen het Plateau van Margraten in het noorden en het Plateau van Herve in het zuiden vormt de waterscheiding tussen de beide beekdalen. De gemeente heeft verschillende bossen, waaronder het Hoogbos, Schoppemerheide, Broekbos, Alsbos, Vrouwenbos, Veursbos en het Beusdalbos.
Vier Voerdorpen wateren af op de Voer, net als de Nederlandse dorpen Mheer en Noorbeek. Teuven en Remersdaal wateren af op de Gulp. De Berwijn is een riviertje dat oostelijk van Voeren ontspringt, zuidelijk van de gemeente stroomt naar het Voerense dorp Moelingen en daarna vlakbij in de Maas uitmondt. De streek is dunbevolkt (82,11 inw./km², oftewel 1:12.000 m²) en telt 4.157 inwoners (januari 2012), van wie ongeveer een kwart Nederlanders. Delen van de Voerstreek zijn Europees beschermd als Natura 2000-gebied 'Voerstreek'.

### Situering
De gemeente grenst in het noorden aan de Nederlandse provincie Limburg en in het zuiden aan de Waalse provincie Luik, maar nergens aan de rest van Vlaanderen, en is daarmee een exclave van de provincie Limburg. Voeren is de hoofdplaats van het gelijknamige kieskanton. Samen met de stad Tongeren vormt ze het gerechtelijk kanton Tongeren-Voeren. De gemeente Voeren grenst aan de Waalse gemeenten Wezet, Dalhem, Aubel en Plombières in de provincie Luik, en in het noorden aan de Nederlandse gemeenten Eijsden-Margraten en Gulpen-Wittem. De gemeente grenst aan geen enkele andere Belgisch-Limburgse gemeente.
De Voerstreek maakt in feite deel uit van het Land van Herve, net als het zuidoosten van de Nederlandse provincie Limburg. Bijna 20% van de Voerstreek is natuurgebied. In Voeren ligt het hoogste punt van Vlaanderen : het zuidoostelijke dorp Remersdaal op 287 m hoogte. De hoogste punten zijn het Strouvenbos en de Reesberg bij Remersdaal (287,5 m).

### Deelgemeenten
|   | Naam                | Opp. (km²) | Inwoners (2020) | Inwoners per km² | NIS-code |
| - | ------------------- | ---------- | --------------- | ---------------- | -------- |
| 1 | 's-Gravenvoeren     | 13,40      | 1.467           | 109              | 73109A   |
| 2 | Sint-Martens-Voeren | 12,85      | 810             | 63               | 73109B   |
| 3 | Teuven              | 7,29       | 484             | 66               | 73109C   |
| 4 | Remersdaal          | 8,65       | 298             | 34               | 73109D   |
| 5 | Sint-Pieters-Voeren | 5,11       | 247             | 48               | 73109E   |
| 6 | Moelingen           | 3,30       | 867             | 262              | 73109F   |

### Overige kernen
| Gehuchten met meerdere woningen: - Berg - Hagelstein - Ketten - Knap - Krindaal - Kwinten - Mabrouck - Meulenberg - Nurop - Peerds - De Plank - Rullen - Schoppem - Sinnich - Swaan - Ulvend - Veurs - Veurserveld - Vitschen |  | Buurtschappen van een paar woningen of slechts een afgelegen hoeve: - Kasteel Altenbroek - Brabant - Hoeve Crutzberg - Hoeve Driesen - Drink - Hoeve Op de Eiken - Gieveld - Kattenroth - Hoeve Kies - Hoeve Lobos - Kasteel Magis - Mariahof - Middelhof - Obsinnich - Kasteel Ottegraeven - Reesberg - Roodbos - Schilberg - Schoppemerheide - Snauwenberg - Stroevenbos - Veld - Vrouwenhof - Waterval |

### Hydrografie
Door de gemeente Voeren stromen verschillende waterlopen:
- de Berwijn in Moelingen, die net op de grens van de gemeente in de Maas uitmondt;
- de Voer door 's-Gravenvoeren, Sint-Martens-Voeren, Sint-Pieters-Voeren waar deze ook ontspringt;
- de Veurs, die tussen Teuven en Sint-Martens-Voeren ontspringt en in het centrum van deze laatste in de Voer uitmondt;
- de Noor, die in 's Gravenvoeren in de Voer uitmondt;
- de Gulp, die in de Geul uitmondt in Nederland en langs het dorp Teuven stroomt.

### Dialectgeografie
Sociaal-cultureel maakt de Voerstreek deel uit van het Maas-Rijnlandse dialectcontinuüm, aansluitend op het huidige Nederlandse Zuid-Limburg en de Platdietse streek tussen Luik en Aken.
De onderverdeling van het Nederlandse Limburgs is in micro-formaat terug te vinden in de Belgische Voerstreek. Ook daar zijn de dialecten te verdelen in drie varianten:
1. het westelijk Voerens (Moelingen)
2. het centraal Voerens ('s-Gravenvoeren)
3. het oostelijk Voerens (Sint-Martens-Voeren, Sint-Pieters-Voeren, Teuven en Remersdaal).

Het laatste behoort tot het Oostlimburgs-Ripuarisch of Geullands (zoals het Vijlens, Heerlens of Welkenraedts), het tweede tot het Oost-Limburgs (zoals het Valkenburgs) en het eerste tot het Centraal Limburgs (zoals het Maastrichts).

## Demografie

### Demografische ontwikkeling
Alle historische gegevens hebben betrekking op de huidige gemeente, inclusief deelgemeenten, zoals ontstaan na de fusie van 1 januari 1977.
| Inwoners van jaar tot jaar op 1 januari 1992 tot heden | Inwoners van jaar tot jaar op 1 januari 1992 tot heden | Inwoners van jaar tot jaar op 1 januari 1992 tot heden |
| jaar                                                   | Aantal                                                 | Evolutie: 1992=index 100                               |
| ------------------------------------------------------ | ------------------------------------------------------ | ------------------------------------------------------ |
| 1992                                                   | 4.226                                                  | 100,0                                                  |
| 1993                                                   | 4.242                                                  | 100,4                                                  |
| 1994                                                   | 4.312                                                  | 102,0                                                  |
| 1995                                                   | 4.295                                                  | 101,6                                                  |
| 1996                                                   | 4.317                                                  | 102,2                                                  |
| 1997                                                   | 4.307                                                  | 101,9                                                  |
| 1998                                                   | 4.318                                                  | 102,2                                                  |
| 1999                                                   | 4.297                                                  | 101,7                                                  |
| 2000                                                   | 4.315                                                  | 102,1                                                  |
| 2001                                                   | 4.327                                                  | 102,4                                                  |
| 2002                                                   | 4.328                                                  | 102,4                                                  |
| 2003                                                   | 4.297                                                  | 101,7                                                  |
| 2004                                                   | 4.311                                                  | 102,0                                                  |
| 2005                                                   | 4.238                                                  | 100,3                                                  |
| 2006                                                   | 4.263                                                  | 100,9                                                  |
| 2007                                                   | 4.261                                                  | 100,8                                                  |
| 2008                                                   | 4.204                                                  | 99,5                                                   |
| 2009                                                   | 4.220                                                  | 99,9                                                   |
| 2010                                                   | 4.194                                                  | 99,2                                                   |
| 2011                                                   | 4.181                                                  | 98,9                                                   |
| 2012                                                   | 4.157                                                  | 98,4                                                   |
| 2013                                                   | 4.121                                                  | 97,5                                                   |
| 2014                                                   | 4.120                                                  | 97,5                                                   |
| 2015                                                   | 4.080                                                  | 96,5                                                   |
| 2016                                                   | 4.099                                                  | 97,0                                                   |
| 2017                                                   | 4.129                                                  | 97,7                                                   |
| 2018                                                   | 4.160                                                  | 98,4                                                   |
| 2019                                                   | 4.146                                                  | 98,1                                                   |
| 2020                                                   | 4.175                                                  | 98,8                                                   |
| 2021                                                   | 4.193                                                  | 99,2                                                   |
| 2022                                                   | 4.287                                                  | 101,4                                                  |
| 2023                                                   | 4.387                                                  | 103,8                                                  |
| 2024                                                   | 4.406                                                  | 104,3                                                  |
| 2025                                                   | 4.412                                                  | 104,4                                                  |

## Geschiedenis

### Prehistorie en Romeinen
In het gebied waarvan de huidige Voerstreek deel uitmaakt, werd in de prehistorie de vuursteen bewerkt die er rijkelijk voorhanden was. De oudste bewoningssporen dateren uit het neolithicum (vindplaatsen onder meer op de Voerenberg en Hoogbos). 
Later exploiteerden de Romeinen er één of twee grote villa’s. De streek werd ook in de Gallo-Romeinse periode in diverse nederzettingen bewoond.

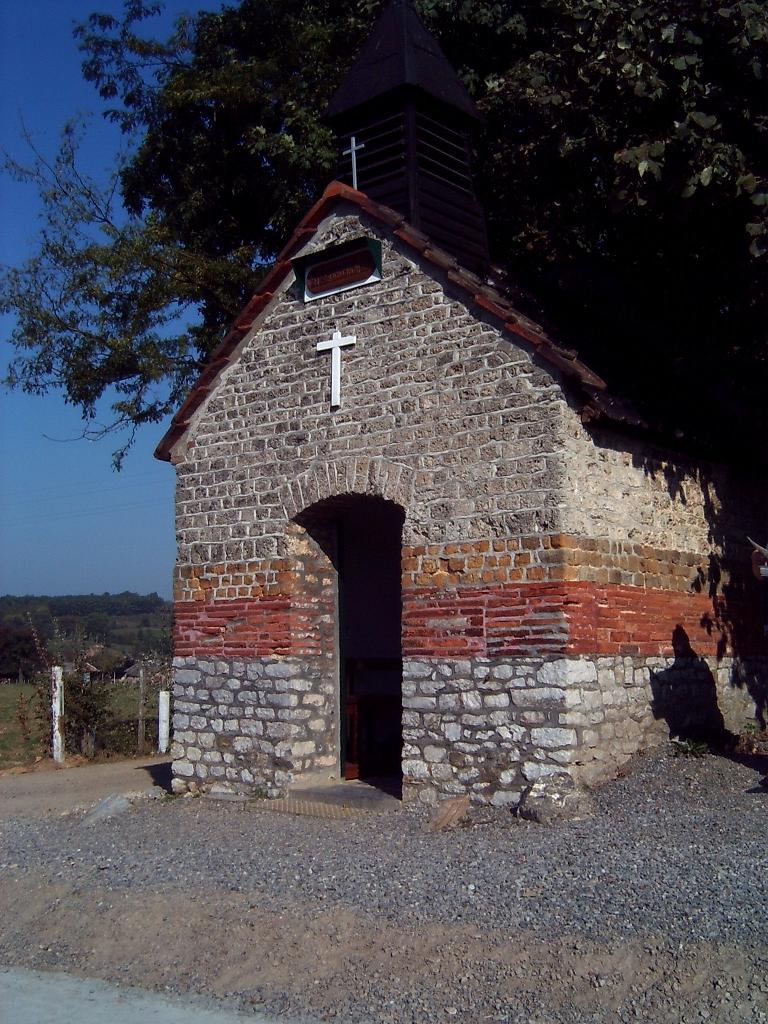
Steenboskapel in het gehucht Schophem

De Romeinse bezetting wordt aangegeven door een belangrijke villa uit de tweede eeuw, heropgebouwd in de zevende, op de plaats Steenbos, in het gehucht Schophem. Zij is in 1840-1846 onderzocht door H. Del Vaux. Met de opgegraven materialen (spolia) werd hier in 1850 de Steenboskapel gebouwd. De onderbouw van een Gallo-Romeinse villa op de plaats "Op de Saele" is in 1867 onderzocht door H. Schuermans.
Er werden ook sporen teruggevonden van de Via Mansuerica, een militaire weg (heerweg) uit de zevende eeuw, die de verbinding vormde van de Moezel bij Trier over de Hoge Venen naar de Maas bij Maastricht, en aldus tussen de grote wegen Bavay - Keulen en Reims - Keulen.

### Feodale heersers
Voor de geschiedenis van de Voerstreek in de Frankische en de Karolingische tijd, de Middeleeuwen en de Nieuwe tijd
In vroeger eeuwen vormde de streek geen eigen eenheid. Deze zes dorpen behoorden wel alle tot het Overmaas / oud-Limburgse gebied, in Brabants bezit gekomen na de Slag bij Woeringen in 1288. Over het prinsbisdom Luik heen werd het gebied bestuurd vanuit Brabant, en ging later met Brabant op in de Bourgondische Nederlanden van keizer Karel V en zijn Habsburgse opvolgers.
Tijdens het ancien régime maakten de dorpen Moelingen, 's-Gravenvoeren en Sint-Martensvoeren als Dalhemse schepenbanken deel uit van de met Brabant verbonden Landen van Overmaas. Het dorp Teuven (Remersdaal inbegrepen) was in oorsprong onderdeel van de schepenbank Montzen in het eveneens aan Brabant verbonden hertogdom Limburg. Het dorp Sint-Pietersvoeren ten slotte was als bezit van de Duitse Orde een rijksheerlijkheid.

### Moderne tijd
De huidige Voerstreek is samengesteld uit de voorheen Dalhemse dorpen Moelingen en 's-Gravenvoeren in het westen, het eveneens Dalhemse Sint-Martensvoeren alsmede de voorheen rijksvrije heerlijkheid Sint-Pietersvoeren (sinds de kruisridders apart van Sint-Martensvoeren) in het midden, en uit het voorheen oud-Limburgse Teuven (Remersdaal inbegrepen) in het oosten. De oude binnengrenzen worden ook enigermate weerspiegeld in het dialect, dat aan de oostkant al tot de overgangsdialecten tussen het Limburgs en het Ripuarisch behoort.
Het gebied van de gemeente Voeren behoort sinds 1 september 1963 tot de provincie Limburg. Op voorstel van de Waalse socialistische politicus Paul Gruselin werden de toen zes gemeenten in de Voerstreek overgedragen van de provincie Luik naar de provincie Limburg in ruil voor de overdracht van de West-Vlaamse gemeenten Komen-Waasten en Moeskroen aan de provincie Henegouwen. Hierop volgende een decennialange Taalstrijd in de Voerstreek die in de jaren 1980 geregeld een nationale dimensie kreeg en in 1987 tot de val van de federale regering Regering-Martens VI leidde. In het begin van de 21ste eeuw verdween het conflict naar de achtergrond van de Belgische politiek met de neergang van de lokale Franstalige partij Action Fouronnaise.

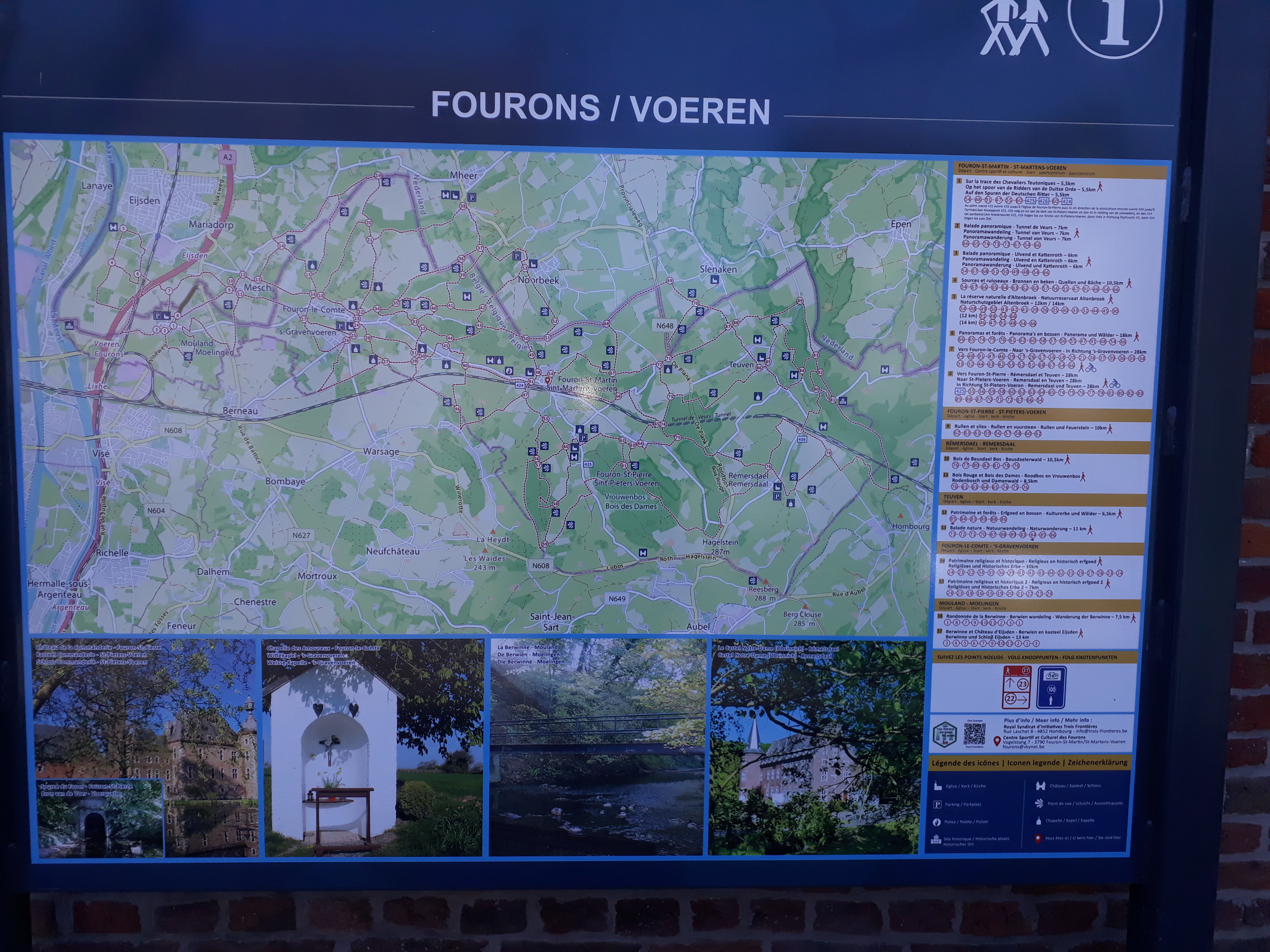
Informatiebord voor toeristen te Sint-Martens-Voeren

Op 1 januari 1977 werden de zes voormalige gemeenten 's-Gravenvoeren, Moelingen, Remersdaal, Sint-Martens-Voeren, Sint-Pieters-Voeren en Teuven tot de fusiegemeente Voeren samengevoegd.
Na 1990 is het toerisme sterk in opkomst en kent de streek talloze restaurants en accommodaties.
Op 17-18 mei 2024 werd Voeren getroffen door een overstroming doordat de Berwijn en de Voer buiten hun oevers traden.

## Politiek

### Structuur
De gemeente Voeren ligt in het kieskanton Voeren en het provinciedistrict Tongeren, het kiesarrondissement Hasselt-Tongeren-Maaseik (identiek aan de kieskring Limburg). Er zijn faciliteiten voor de Franstalige inwoners. Voor de federale en Europese verkiezingen hebben de Voerenaars sinds 1988 de keuze om hun stem uit te brengen in het kieskanton Voeren (deel van de kieskring Limburg) of het kieskanton Aubel (deel van de kieskring Luik)
| Voeren           | Voeren           | Supranationaal         | Nationaal                         | Nationaal          | Gemeenschap       | Gewest            | Provincie         | Arrondissement           | Provinciedistrict | Kanton          | Gemeente        |
| ---------------- | ---------------- | ---------------------- | --------------------------------- | ------------------ | ----------------- | ----------------- | ----------------- | ------------------------ | ----------------- | --------------- | --------------- |
| Administratief   | Niveau           | Europese Unie          | België                            | België             | Vlaanderen        | Vlaanderen        | Limburg           | Tongeren                 | Tongeren          | Tongeren        | Voeren          |
| Administratief   | Bestuur          | Europese Commissie     | Belgische regering                | Belgische regering | Vlaamse regering  | Vlaamse regering  | Deputatie         | Deputatie                | Deputatie         | Deputatie       | Gemeentebestuur |
| Administratief   | Raad             | Europees Parlement     | Kamer van volksvertegenwoordigers | Vlaams Parlement   | Vlaams Parlement  | Vlaams Parlement  | Provincieraad     | Provincieraad            | Provincieraad     | Provincieraad   | Gemeenteraad    |
| Kiesomschrijving | Kiesomschrijving | Nederlands Kiescollege | Kieskring Limburg                 | Kieskring Limburg  | Kieskring Limburg | Kieskring Limburg | Kieskring Limburg | Hasselt-Tongeren-Maaseik | Tongeren          | Voeren          | Voeren          |
| Verkiezing       | Verkiezing       | Europese               | Federale                          | Federale           | Vlaamse           | Vlaamse           | Provincieraads-   | Provincieraads-          | Provincieraads-   | Provincieraads- | Gemeenteraads-  |

### Geschiedenis

#### Burgemeesters
| Tijdspanne | Tijdspanne   | Burgemeester                      |
| ---------- | ------------ | --------------------------------- |
|            | 1977 - 1982  | Jean-Louis Dodémont (Retour)      |
|            | 1983 - 1986  | José Happart (PS) (Retour)        |
|            | 1989 - 1994  | Nico Droeven (Retour)             |
|            | 1995 - 2000  | José Smeets (Retour)              |
|            | 2001 - 2010  | Huub Broers (CD&V) (Voerbelangen) |
|            | 2010 - 2019  | Huub Broers (N-VA) (Voerbelangen) |
|            | 2020 - heden | Joris Gaens (Voerbelangen)        |

#### Resultaten gemeenteraadsverkiezingen sinds 1976
| Partij of kartel     | Partij of kartel                        | 10-10-1976 | 10-10-1976 | 10-10-1982 | 10-10-1982 | 9-10-1988 | 9-10-1988 | 9-10-1994 | 9-10-1994 | 8-10-2000 | 8-10-2000 | 8-10-2006 | 8-10-2006 | 14-10-2012 | 14-10-2012 | 14-10-2018 | 14-10-2018 | 13-10-2024 | 13-10-2024 |
| Stemmen / Zetels     | Stemmen / Zetels                        | %          | 17         | %          | 15         | %         | 15        | %         | 15        | %         | 15        | %         | 15        | %          | 15         | %          | 15         | %          | 15         |
| -------------------- | --------------------------------------- | ---------- | ---------- | ---------- | ---------- | --------- | --------- | --------- | --------- | --------- | --------- | --------- | --------- | ---------- | ---------- | ---------- | ---------- | ---------- | ---------- |
|                      | Voerbelangen                            | 36,82      | 6          | 36,89      | 5          | 40,22     | 6         | 44,68     | 7         | 52,82     | 8         | 60,76     | 9         | 63,02      | 10         | 63,1       | 10         | 61,9       | 10         |
|                      | R.liege1 / R.A.L.2 / Retour @ Libertés3 | 63,181     | 11         | 62,041     | 10         | 59,781    | 9         | 55,322    | 8         | 47,182    | 7         | 39,243    | 6         | 36,983     | 5          | 36,93      | 5          | 38,83      | 5          |
|                      | FPV                                     | -          |            | 0,54       | 0          | -         |           | -         |           | -         |           | -         |           | -          |            | -          |            | -          |            |
|                      | FN                                      | -          |            | 0,54       | 0          | -         |           | -         |           | -         |           | -         |           | -          |            | -          |            | -          |            |
| Totaal stemmen       | Totaal stemmen                          | 2739       | 2739       | 2843       | 2843       | 2772      | 2772      | 2626      | 2626      | 3130      | 3130      | 3189      | 3189      | 3047       | 3047       | 3024       | 3024       | 2595       | 2595       |
| Opkomst %            | Opkomst %                               |            |            |            |            | 98,09     | 98,09     | 97,33     | 97,33     | 97,87     | 97,87     | 98,24     | 98,24     | 96,18      | 96,18      | 95,03      | 95,03      | 78,7       | 78,7       |
| Blanco en ongeldig % | Blanco en ongeldig %                    | 1,94       | 1,94       | 1,41       | 1,41       | 2,85      | 2,85      | 3,77      | 3,77      | 2,97      | 2,97      | 2,04      | 2,04      | 2,82       | 2,82       | 3,67       | 3,67       | 2,3        | 2,3        |

De zetels van de gevormde meerderheid zijn vetjes. De grootste partij is in kleur.

## Bezienswaardigheden
In de gemeente bevinden zich verschillende kastelen, waaronder:
- Kasteel van Obsinnich te Remersdaal
- Kasteel van Teuven, ook: De Draeck en De Hoef
- Kasteel Altenbroek te 's-Gravenvoeren
- Kasteel van Ottegraeven te Schophem en Sint-Martens-Voeren
- Commanderij van Sint-Pieters-Voeren
- Abdij van Sinnich, voormalige abdij

## Houtig erfgoed

### Puntelementen
- Een spijkerboom: een witte paardenkastanje als fetisjboom.
- De Huuskesboom: een zomerlinde als grensboom uit de 18de eeuw
- Tal van solitaire bomen, opgaand of geknot

### Lijnelementen
- Verschillende geschoren meidoornhagen die als veekeringshagen dienen in 's-Gravenvoeren en ook in Teuven.
- Gemengde houtkanten op de graften van de Martelberg.
- Meerdere holle wegen die het landschap doorkruisen
- Tal van bomenrijen van opgaande bomen of knotbomen en houtkanten

## Cultuur

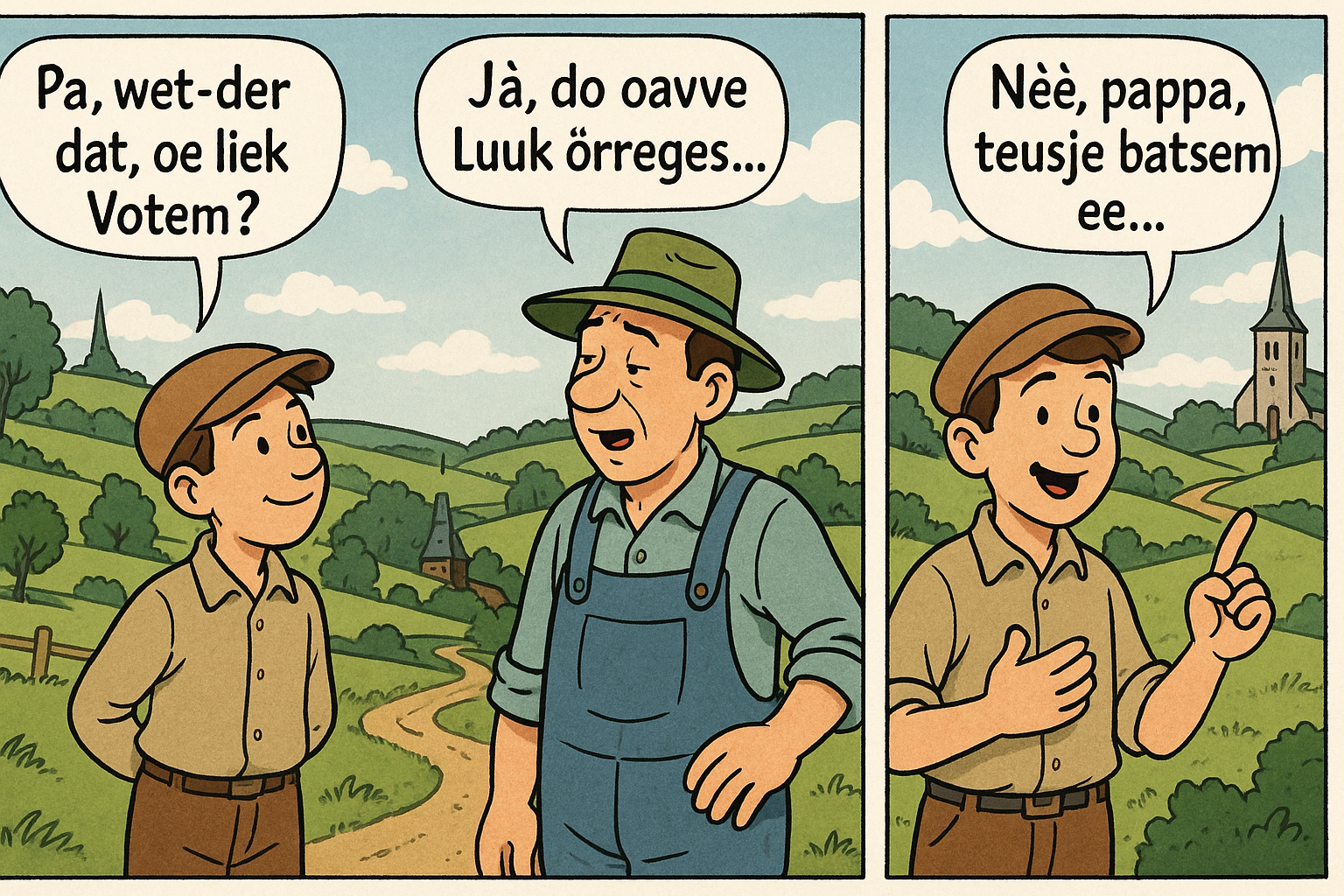
Een mop in het Voerens dialect

### Taal
Het Voerens is een Limburgs dialect en rondom Voeren, in het noordoosten van Limburg, spreekt men Limburgs en Ripuarisch. Deze dialecten worden ook gebruikt in aangrenzende Waalse gemeenten, de zogenaamde Platdietse streek. Sinds 24 september 1990 zijn ze door de Franse gemeenschap erkend als inheemse regionale taal, het Platdiets. Deze dialecten behoren tot het Oost-Limburgs-Ripuarisch.
Vanwege de ligging op de grens van het Nederlandse, Duitse en Franse taalgebied beheerst de bevolking vaak zowel Nederlands, Frans als Duits. Het gebruik van Limburgs, dat eeuwenlang de bevolking verenigde, neemt af. De Waalsgezinden zijn in de jongste generaties vrijwel geheel op het Frans overgegaan. Onder de Vlaamsgezinden is dat minder het geval, maar ook daar gaat de jongste generatie op het Nederlands over. De politieke scheiding heeft dus een taalscheiding tot gevolg gekregen. De oudere generaties, Frans- dan wel Vlaamsgezind, spreken nog wel overwegend Limburgs.
De politieke verhoudingen zijn sterk beïnvloed door migratie vanuit Nederlands Limburg. De nieuwelingen mochten aan de gemeenteraadsverkiezingen deelnemen en veranderden daarmee niet alleen de politieke situatie, maar ook de taalverhoudingen.

## Kerken en kapellen
In de gemeente bevinden zich verschillende kerkdorpen. De kerken, allen behorend tot de katholiek-christelijke godsdienst, zijn:
- Sint-Lambertuskerk in 's-Gravenvoeren
- Onze-Lieve-Vrouw-Ten-Hemel-Opnemingskerk te Moelingen
- Sint-Heribertuskerk te Remersdaal
- Sint-Martinuskerk te Sint-Martens-Voeren
- Sint-Pieters-Stoelkerk te Sint-Pieters-Voeren
- Sint-Pieterskerk te Teuven
- Het gehucht De Plank heeft zijn eigen Sint-Rochuskapel, waar kerkdiensten plaatsvinden.

Daarnaast bevinden zich diverse kapelletjes in de gemeente, waaronder de Steenboskapel en het Heiligenhuisje.

## Openbaar vervoer
De regelmatige busdiensten van de TEC (lijn 139) verbinden alle deelgemeenten van Voeren met Wezet, Aubel, Welkenraedt en Verviers.
De gemeente werd bediend door een busverbinding van De Lijn in de vorm van lijn 39B die de dorpen met Wezet en Tongeren verbond. Sinds 6 januari 2024 rijden er enkel nog schoolritten en een Flexbus van De Lijn. 
Door Voeren loopt een goederenspoorlijn. Van 1921 tot 1957 werd deze als spoorlijn 24 gebruikt voor reizigersverkeer (Tongeren–Montzen–Aachen-West). Aan deze lijn lagen station Sint-Martens-Voeren en station Remersdaal.
De spoorlijn voor personenvervoer Luik-Maastricht rijdt door het dorp Moelingen, maar er is evenwel geen halte.

## Sport

### Voetbal
- SK Moelingen-Voeren met stamnummer 8107, is aangesloten bij de KBVB.
- Voetbalclub Royal Avenir Fouron FC (stamnummer 2695) speelt mee in de provinciale competitie van de Provincie Luik

## Omroep
Omroep Voeren is een vzw die wekelijks en tijdens evenementen radio-uitzendingen verzorgde. De omroep produceerde de documentaire 50 jaar Vlaamse strijd en de film Carnaval in Voeren. 

## Bekende personen
- Pierre de Schiervel (1783-1866), gouverneur
- Winand Heynen (1835-1916), politicus
- Paul Cerfontaine (1864-1917), bioloog
- Hendrik Veltmans (1866-1954), pastoor
- Marcel Kerff (1866-1914), wielrenner
- Jef London (1896-1965), oud-burgemeester van Sint-Pieters-Voeren
- Honoré Wynants, politicus
- Jaak Nyssen (1926-2009), veearts
- Charles Vandenhove (1927-2019), architect
- Lucien Spronck (1931-1989), voetballer
- Elza Nyssen-Vandenabeele (1931), naturalist en heemkundige
- Léon Semmeling (1940-2024), voetballer
- Armel Wynants (1946-2016), taalkundige en adjunct-arrondissementscommissaris voor Voeren van 1988 tot 2011
- José Happart (1947), politicus
- Jean-Marie Happart (1947), politicus
- Huub Broers (1951), politicus
- Jan Nyssen (1957), geograaf
- Koen Nyssen (1961-2023), pacifist
- Luc Hollands (1967), melkveehouder

## Partnergemeenten
- Vellerat (gemeente Courrendlin)[25]. (Ondanks een meningsverschil over het gebruik van logo's, is er geen aanwijzing dat het huidige gemeentebestuur dit partnerschap heeft opgezegd[26].)
- Nijlen